# Donzy
Donzy este o comună în departamentul Nièvre din centrul Franței. În 2009 avea o populație de 1.635 de locuitori.

## Evoluția populației
| An        | 1975  | 1982  | 1990  | 1999  | 2006  | 2009  |
| --------- | ----- | ----- | ----- | ----- | ----- | ----- |
| Populație | 1.908 | 1.890 | 1.719 | 1.659 | 1.640 | 1.635 |